# Président Faust

Président Faust est un téléfilm français de 1973, réalisé par Jean Kerchbron et produit par l'ORTF.

## Synopsis
Variation moderne du mythe de Faust, le film met en scène Henri Faust, un homme influent à la tête d'un gigantesque empire financier. Un jour, le Diable en personne lui rend visite. Le Malin lui propose un éventail de félicités, jeunesse, amour, fortune, puissance ; mais Faust a tout ce qu'il désire et il refuse le pacte qui lui est proposé. Cependant une faille existe et le Diable saura la découvrir.

## Fiche technique
- Durée : 1h43
- Réalisation : Jean Kerchbron
- Adaptation et dialogues : Louis Pauwels
- Image : Christian Pétard
- Musique : Jean Prodromidès
- Production : ORTF
- Pays d'origine : France
- Genre : film fantastique, téléfilm
- Date de diffusion : 12 janvier 1974
- Format : Couleur — 16 mm

## Distribution
- François Chaumette : Président Faust
- François Simon  : Le Diable
- France Dougnac : Marguerite
- Elina Labourdette : Cathy Faust

## DVD et Blu-ray
Ce téléfilm a été édité en DVD par l'INA en 2014, dans le cadre de la collection DVD "Les Inédits fantastiques".